# Caradrina cubicularis
Caradrina cubicularis là một loài bướm đêm trong họ Noctuidae.